# The Legend of Flying Daggers
The Legend of Flying Daggers (Chino: 飞刀又见飞刀), es una serie de televisión china transmitida del 5 de diciembre del 2016 hasta el 8 de enero del 2017 por medio de Youku.
La serie estuvo basada en la novela "The Little Li Flying Dagger" (Feidao Youjian Feidao) de Gu Long.

## Sinopsis
Aunque Li Huai es el nieto de "Xiao Li Fei Dao" Li Xun Huan, es un hijo ilegítimo, por lo que vagó por el mundo desde joven. Él tuvo la fortuna de heredar una de las técnicas más famosas de su abuelo: la técnica “Little Li Flying Dagger”, convirtiéndolo en la persona más hábil en las artes marciales.
Cuando obtiene un tesoro que su madre dejó para él luego de morir, Li Huai utiliza las riquezas y sus habilidades para brindarle justicia y auxilio de los más pobres. Muchos años más tarde, cuando decide regresar al lugar donde vivía, es acusado de robar plata a un funcionario y cae en una trampa establecida por el líder de los guardias, Han Jun. 
Durante esos tiempos difíciles, conoce a Xue Cai Ye, una mujer misteriosa lo salvó una y otra vez, lo que ocasiona que comiencen a enamorarse. Cai Yue es una fría asesina entrenada, cuyo padre fue asesinado por Li Manqing en un duelo. 
Ambos están destinados a ser amantes, pero no solo son dos personas completamente distintas sino que además se supone que deben ser enemigos, ya que entre sus familias existe una disputa de sangre.

## Reparto[4]

### Personajes principales
| Actor      | Personaje   | Nº de episodios | Notas                                           |
| ---------- | ----------- | --------------- | ----------------------------------------------- |
| Hawick Lau | Li Huai     | 43              | Es el hijo de Li Manqing y nieto de Li Xunhuan. |
| Yang Rong  | Xue Cai Yue | 43              | [ 5 ]                                           |

### Personajes secundarios
| Actor                                  | Personaje                        | Nº de episodios | Notas |
| -------------------------------------- | -------------------------------- | --------------- | --- |
| Kenny Kwan                             | Long Yi                          | -               | Es el mejor amigo de Li Huai. |
| Gui Gui (Emma Wu)                      | Fang Ke Ke                       | -               | Es la amiga de la infancia de Li Huai. Es una mujer consentida, arrogante y ruda cuya vida pasa de la miseria a la riqueza. Está enamorada de Li Huai, aunque él no le corresponde. Cuando descubre que Li Huai está enamorado de Xue Cai Yue se pone celosa y hace lo posible por destruirla. |
| Huang Ming                             | Li Zheng                         | -               | Es el medio hermano menor de Li Huai, Li Zheng está enamorado de Fang Ke Ke, celoso por el afecto de Ke Ke por su hermano y por él talento que heredó, Li Zheng se convierte al mal. |
| Yuan Crystal                           | Shui Wu Shang                    | -               | |
| Huang Howie (Huang Wenhao) Jeremy Tsui | Li Manqing Li Manqing (de joven) | -               | |
| Zong Fengyan                           | Shang Guan Jin Hong              | -               | |
| He Zhonghua                            | Xue Qingbi                       | -               | |
| Yang Mingna                            | Princesa De An                   | -               | |
| Cai Gang                               | Li Huimin                        | -               | |
| Lai Yumeng                             | Zi Tenghua                       | -               | |
| Zou Tingwei                            | Eunuco Gao                       | -               | Es un eunuco. |
| Huang Zixi                             | Leng Youxuan                     | -               | |
| Xu Yajun                               | Princesa Liya                    | -               | |
| Hu Sen                                 | -                                | -               | |
| Yu Yan Kai                             | Tie Yin Yi                       | -               | |

### Otros personajes
| Actor                   | Personaje                  | Nº de episodios | Notas |
| ----------------------- | -------------------------- | --------------- | ----- |
| Yan Yikuan (Yan Kuan)   | Li Xun Huan                | -               |       |
| Bai Bing (Michelle Bai) | Shang Guan Xian (de joven) | -               |       |

## Episodios
La serie estuvo conformada por 42 episodios, los cuales fueron emitidos un episodio por día.

## Producción
La serie es un drama chino basado en las series de novelas de Gu Long: “The Little Li Flying Dagger”, la adaptación se realizó desde la quinta hasta la última entrega.
Las filmaciones se completaron en agosto del 2015 y su lanzamiento fue programado para diciembre del 2016.
Fue emitida a través de Youku.